# Silhouette Mirage
Silhouette Mirage (en japonés シルエットミラージュ) es un videojuego matamarcianos de scroll lateral desarrollado por Treasure Co. Ltd. Inicialmente publicado por ESP para la Sega Saturn el 10 de septiembre de 1997 en Japón, el juego fue posteriormente portado a la PlayStation de Sony el 23 de julio de 1998 en Japón. Working Designs tradujo y publicó el juego en Norteamérica el 31 de diciembre 1999.

## Historia
El escenario es la Tierra, durante un post-apocalíptico año 2000. Antes de los acontecimientos en el juego, un grupo de científicos llevaron a cabo experimentos genéticos en una gran estación llamada Edo. De sus actividades surgieron los dos atributos: Silueta y Mirage. Estos aspectos se manifiesta en un niño llamado Armagedón (Terrón). 
Los dos aspectos se basan en la naturaleza dualista del Yin y el Yang: su existencia es crucial para el otro. A pesar de la naturaleza complementaria de los atributos, que rechazó uno al otro. Como resultado, los atributos de Armagedón dividió para formar dos figuras puro: Megido y Har, respectivamente, los autoproclamados dirigentes y Silhouette Mirage. 
Finalmente, los experimentos genéticos como resultado una explosión biológicos que contaminan la estructura genética de todas las entidades en la Tierra. Muchos perecieron, y aquellos que sobrevivieron muestra cualquiera de los dos atributos (un grupo especial, llamado Proteans, puede mostrar los atributos). 
En preparación para este desastre, el sistema informático Gehena creado un ser conocido como 'El Mensajero de Justicia ( "figuras hostiles apodó" Mensajero de la Destrucción "), destinado a la reparación de Edo sistema del equipo y neutralizar todas las instancias de los dos atributos. 

## Modo De Juego
El juego es un lado de la acción similar a scroller Gunstar Heroes. ¿Qué hace que el juego único es que trabaja el concepto de los dos atributos en el juego: Una figura ocasionado por un ataque cuyo atributo difiere de ella sufre un daño adicional, y tiene su espíritu (similar a la MP) absorbido cuando infligidas por el mismo tipo ataques (nunca se absorbe en la versión japonesa). 
El juego es bastante difícil de terminar por completo, especialmente en la versión en Inglés. La mayoría de las opciones iniciales están bloqueadas y solo puede ser modificada si completa los siguientes cinco tareas a continuación. 
# 1 - Derrota The Reaper y uno completo de las siguientes tareas a continuación. 
# 2 - Derrota Megido después de derrotar a Zohar como Cypher Za-Zohar, o Cypher Ha-Zohar. (Ahorre después). 
# 3 - Derrota Megido después de derrotar a Sera. (Ahorre después). 
# 4 - Armageddon derrota (Terrón). (Ahorre después). 
Nota - Solo se puede luchar contra Armageddon (Terrón) después de la derrota Zohar como Cypher Za-Zohar, o Cypher Ha-Zohar. 
# 5 - Derrota Geluve. (salvo después). 
Nota - Solo se puede luchar contra Geluve después de derrotar a Sera. 
Silhouette Mirage está lleno de alusiones bíblicas. En la versión japonesa original, casi todos los personajes y lugares tienen nombres de lugares y personajes de la Biblia. Con el fin de que sea aceptada en el mercado estadounidense, se han cambiado algunos de los nombres.

## Personajes
Shyna Nera Shyna (Sinna Neutlarva Sinner) 
El protagonista, una niña pequeña que posee el atributo Silueta de un lado y Mirage en la otra, y están equipadas con un sombrero de alas y un arsenal de "armas parásito a su ayuda en la batalla. Shyna más que compensa su falta de tamaño con el ingenio y astucia, que le permitió derrotar a los enemigos mucho más grandes o más poderosas que ella. Shyna considera que es su deber singular para reparar Edo, pero no parece tener planes para el futuro después de que ella se parece a vagar sin fin, independientemente de que dos horas de animaciones que elegir. 
Apariencia Shyna es un guiño a la de Hermes Dios, y el hecho de que ella se ha encargado de la tarea de ser un mensajero para la restauración de Edo. Afirma ser el Mensajero de Justicia, pero todo el mundo que encuentra se ha convencido de que es un mensajero de la destrucción, la restauración de la era Edo se volverá efecto en la Tierra de vuelta a la forma en que estaba antes del Armagedón, la eliminación de los atributos y borrar todos los acontecimientos que han transcurrido desde que la historia sugiere que también podría ser considerado como el último, a pesar de la molestia se expresa en el 'nombre equivocado'. Según Hal, su verdadero título es el "Mesías". 
Shyna es expresado por Jackie potencias (EE.UU.) / Akiko Yajima (JA) 
[Editar]
Gehena (Infierno) 
Un sistema informático que se comunica telepáticamente a Shyna a través de una voz femenina impasible. Gehena anuncia boletines para mantener Shyna actualizada sobre las cosas que encuentra durante su viaje. 
Es el nombre del hebreo antiguo inframundo / infierno. 
Gehenna es la voz de Kathryn Kirk (EE.UU.) / Naoko Matsui (JA) 
Siluetas
Siluetas de ejercer la fuerza física masiva y la energía de sombra, y la mayoría no son tan inteligentes. Hay excepciones ... 
Espectros (Devil) - Pumpkin encabezados peones de Megido. Los atentados exhalar, arrojar sus cabezas explosivas y que libra con los mazos. 
Grigg (Grigori Shemhazai) - Un rebelde que quiere matar a Shyna para su auto-satisfacción y humillar tanto a Hal y Megido por no ser capaz de localizar y destruir a ella. Su nombre en japonés viene de la Grigori, un grupo de ángeles caídos. Él es la voz de Tanaka Kazunari (JA) 
Nardo (Paracelso) - Un miembro del grupo de seguridad Samurai, Nardo es consciente de la misión de Shyna y los intentos de eliminar la causa de un informe que está perturbando la paz en Raqia. Él es la voz de Kouno Yoshiyuki (JA) 
Goliat - Un luchador grotescamente buff. Conocido por su "carga" del bíceps en los puños para aumentar la intensidad de sus ataques. Después de Shyna derrotas, él se cae de cabeza en es camión, que se cae el puente, pero no está claro si sobrevive. Él lleva el nombre de la Gathian gigantesca, que fue derrotado por el David bíblico. Goliat es la voz de Dorsey Blake (EE.UU.) / Daisuke Gouri (JA) 
Pablo (Paulo) - Un niño aparentemente tímido que posee el castillo Shehaqim. Él es realmente un licántropo que se convierte en un hombre lobo en la presencia de una luna llena. Su nombre se deriva del demonio en la Divina Dante Alighieri de Comedia. 
Samson (Samson Hairpower) - Funcionario grandes Delia, una Grunter monosilábicas que conduce Berlina amado de su patrón, a riesgo de que tanto el empleador y la limusina de sí mismo! Él piensa que con los puños, y lleva el nombre del profeta nazareno. 
Fausto (Georg Faust) - Un artista intérprete o ejecutante estrella de la ciudad medios de comunicación que se especializa en teatro de títeres de sombra. El ataque de la formación de las formas de diferentes armas de su sombra, y aparentemente muere después de haber formado a la sombra de una bomba en un acto de la derrota, cometer hara-kiri. Su nombre puede ser un guiño a la Dra. de Christopher Marlowe Fausto. 
The Reaper (Zachary) - No se sabe mucho acerca de The Reaper. Afirma que es un ser que vivió durante muchos siglos, la formación en un nexo de su propia creación. A pesar de sus atributos, el segador no está afiliada con Megido y se considera una silueta deshonestos. Como Shyna, no debemos subestimar su tamaño, para todos sus ataques (incluyendo su barra guadaña) puede hacer frente con daños críticos. 
Megido Birthclod
Líder de las siluetas y también el más poderoso, Megido es un masculino con brusquedad-vestidos de aluminio a su homólogo de Hal, a la vez culta e imprevisible en la naturaleza. Megido apoya Shyna de su deseo de volver las cosas a "la vieja manera", o posiblemente con la esperanza de que ella será capaz de derrotar a Hal y su cada vez más las fuerzas de invasión Mirage. 
Al igual que sus hermanos, Megido le gusta ser físico, aunque la mayoría de sus ataques garra vienen en forma de ondas y shuriken. 
Su nombre es una referencia a la batalla definitiva propuesta de Armagedón en el Libro del Apocalipsis. 
Megido es la voz de Dean Williams (EE.UU.) / Yasunori Masutani (JA) 
[Editar]
Espejismos 
Los espejismos son más inteligentes y técnicamente inclinados que las siluetas, pero la falta de resistencia. Usan máquinas para atacar Shyna. 
Polly Peeper (Cupido) - Hombre en forma de Espejismos con rizos rubios y máscaras que ocultan sus lindos rostros aterrador. Disparan explosiones, levante la falda a arrojar explosivos y ponche Shyna con los puños de juguete. En algunos niveles que pueden observarse utilizando ametralladoras o volando con alas de ángel. 
Bug (Moisés) - Es un espejismo especial que tiene un nexo que le otorga acceso fácil y rápido a cualquier parte del mundo. Originalmente un siervo de Hal, Bug une Shyna después de estar casi muerto por Zohar. Se desempeña como personal de Livesaver Shyna, y la rescata de las experiencias cercanas a la muerte en el último minuto. Incluso apareció por última vez en Edo dar actualizaciones Shyna y artículos de recuperación. Su nombre en japonés viene de la levita famosos que llevan a los israelitas a la tierra prometida. Él es la voz de Blake Dorsey (EE.UU.) 
Sara (Sarah) - Ella es el anfitrión de un popular programa de juegos, pero mortal llamada "de morir, tú pierdes". Debido a su naturaleza anti-social y la baja estatura, se esconde detrás de una Playboy-vacaciones-esque firmar y utiliza la cabeza del signo "para golpear a los que había llegado cerca de ella. El folleto dice que una vez fue un jugador hasta que quebró. Es posible que se las arregló para tener aire Hal en el show ", de morir, tú pierdes", con la ayuda de Delia. Ella lleva el nombre de Abraham 's esposa. 
Delia (Dalila) - uno de los amigos de Hal, que es la principal influencia en la ciudad de Machonom debido a su riqueza y la autoridad en la sede de la Ciudad de Medios de Comunicación. Tiene la nariz tan grande como su habilidad de televisión y con mucho gusto los utiliza para exhalar llamas calientes cuando huele la sopa de obras de arte gourmet. Su nombre se basa después de Sansón 's esposa y traidor. Él es la voz de Dean Williams (EE.UU.) 
Har (Hal) Birthclod
Líder de los Mirage. Se enorgullece de ser capaz de atacar cualquier sistema informático y crear formas de vida artificial conocida como "ángeles de la guarda ', que son como Proteans. A diferencia de su hermano, Hal no viene a cuenta de la benevolencia de éxito Shyna y quiere que el mundo para quedarse como está para que pueda gobernar a todos (incluyendo la silueta). 
A que se avecina con un rostro elegante, pintados, Hal no parece tener un cuerpo debajo de la capa decorativa que se usa. En cambio, se utiliza el cable-como tentáculos para llevar a cabo sus actividades, la comunicación con sus secuaces a través de una serie de pantallas holográficas que lo rodean. 
Su nombre puede ser un homenaje al equipo que domina HAL 9000 de Arthur C. Clarke "2001: Una Odisea del Espacio. Sin embargo, su nombre también es una referencia a la batalla definitiva propuesta de Armagedón (Har Megiddo en hebreo) en el libro del Apocalipsis, de ahí la confusión de sus subordinados entre Hal y Har. 
Hal es la voz de Dorsey Blake (EE.UU.) / Ryōtarō Okiayu (JA) 
Zohar
Un proteica que actúa como el derecho de Hal mano / mujer. Zohar posee ambos atributos, pero los cambios en el género de acuerdo con el atributo. Más tarde, se reveló que el Zohar es un ángel de la guarda, y se volvió a su verdadero estado como Cypher Ha-Zohar (Silhouette) y Cypher Za-Zohar (Mirage). 
Zohar Metatron (Silhouette, hombre) como la mayoría de Siluetas, es físico y exaltado. Él maneja un sable. Él es la voz de Keith falta (EE.UU.) / Naniwa Keiichi (JA) 
Zohar Sandalfón (Mirage, mujer) por otro lado no es tan impulsivo, pero le gusta crack duras declaraciones, pero ingeniosa en Shyna. Ella ejerce una pistola. Ella es la voz de Kathryn Kirk (EE.UU.) / Yūko Mizutani (JA) 
Verdadero género Zohar es un tema de especulación entre los aficionados. Aunque el género Zohar se confirmó, al parecer como hombre por los otros personajes en el juego (al que se refieren a Zohar, únicamente como "él"), existe un único punto en el que se refiere a Har Zohar como el hijo de cualquiera "o" hija ", dependiendo de qué atributo Zohar es expresar en el momento. Es teóricamente posible que el Zohar no posee género real en todos, lo que efectivamente sí un andrógino. 
Zohar dos formas llevan el nombre de Metatron y Sandalfón, la aclamada "ángeles gemelo" en la mitología bíblica. 
[Editar]
Ángeles de la Guarda 
Dynamis (Dyunamis06) - La primera Shyna GA encuentros es el más grande, así como el más tonto (Una falla importante en el diseño de Hal). Ella habla como un niño de cinco años y en repetidas ocasiones intenta vender flores Shyna en una voz demasiado espeluznante. 
"¿Quieres comprar unas flores?" 
Se constituye por su defecto mental con largas garras llegar sobresaliendo de su cuerpo, así como la fuerza bruta y el tamaño. Después de su derrota Shyna, se estrella en un edificio. Ella es la voz de Jennifer Stigile (EE.UU.) / Koorogi Satomi (JA) 
Malak (Malakim04) - (Shyna lo llama el 'Smiley Face from Hell "). Debido a un error de traducción, Malak afirma estar trabajando para Megido en lugar de Hal en el comunicado de idioma Inglés. A diferencia de Dynamis, esta Asamblea General no es tan estúpido, pero es tan pueril. Esto a su vez se convierte en su debilidad, no toma su trabajo muy en serio. Su forma es la de un camaleón mecánica. Él es la voz de Tammy Jones (EE.UU.) 
Prinsdam (Princedom07) - El más grande de la Asamblea General, un gusano gigante con forma de dos personalidades distintas representada por las caras de una cabra y un carnero en ambos extremos. Prinsdam ingestión Shyna, pero fue muerto a manos de Megido. 
Gargantúa (Galgalim03) - Un GA inteligente con los rostros de los cuatro apóstoles y absorber la energía de sus ataques masivos por derecho consumir enemigos atributo. Era su apetito que lo llevó a su caída. 
Sera (Seraphim01) - El primero de el gas que se creó, (y, supuestamente, de Delia "amado") una mariposa enorme monstruo con forma de cara de una mujer. Cuando la batalla de ella, un coro se hincha como ella te golpea con una lluvia de proyectiles y Serah Larva (que ella consume para recuperar sus puntos de golpe). Ella explota Shyna después de su derrota. Su nombre se deriva de la orden más alta de los Ángeles. 
Geluve (Querubín) - posiblemente debido a un gran malentendido (y en parte porque ella es la hija de Har), Gehena indica que ella es Mirage. Sin embargo, Geluve muestra tanto attribués y usted no puede agarrar o golpear directamente, sino que debe centrar sus ataques en las filas de la combinación de Peepers Polly y espantos que de algún modo actuar como brazos como sus seres reales son limitadas y esposadas a la espalda. Cuando Har llama antes de la intrusión en él Edo, que dispara un láser espejismo pequeño pero mortal que destruye Megido. Como un acto de desafío (y porque quería vengarse de Edo), que también destruye Har así y parcelas para acabar con Shyna. Después de su derrota a manos de Shyna sí misma, Geluve elimina a sí misma (en lo que dice: restaurar su orgullo). Parte de la razón que odia Shyna, es porque ella y los otros ángeles fueron creados para ser el "Mensajero", pero se consideraron como fracasos y dejar de lado (lo que los hermanos del Shyna de gas y hermanas). La batalla con Geluve solo aparece en una ruta específica "en el juego, si el jugador pierde a Zohar en el núcleo, sino que elige para restaurar Edo. Ella es la voz de Brandy Teske (EE.UU.) 
Armageddon (Terrón)
Como se mencionó anteriormente, el Armagedón es el resultado de experimentos genéticos en el Edo. Apareciendo como un niño pequeño con el pelo largo y características similares a Shyna. Después de Hal nombre (cuyo verdadero es "Har") y dividir Megido de los atributos combinados de Armageddon (Armageddon / Har-Megido), Armageddon fue en un estado de estancamiento en Edo. 
No se sabe mucho acerca de Armagedón, aunque es probable que él / ella fue la primera muestra con éxito pantalla equilibrio perfecto de ambos atributos antes del desastre. Se especula que el Armagedón se Shyna hermanos, aunque no está claro si se trataba de una alusión a su hermandad biológica o simplemente una referencia a su condición de igualdad como peones de los científicos Edo. 
Inglés Armagedón nombre se deriva del evento apocalíptico en el Libro de Apocalipsis. 
Terrón es la voz de Omi Minami (JA) 
Parásitos Shyna's
Estos seres ayudar Shyna disparar diversos estilos de proyectil y se obtienen de varias tiendas Hace Warez en el juego. En consonancia con el tema bíblico del juego, cada uno fueron nombrados después de las siete pecados capitales en la versión japonesa para complementar su naturaleza. 
Surosa (Pereza) - produce bala normal como tiros. Los niveles más altos de Surosa permite Shyna para disparar rápidamente. 
Rasti (Lusty) - Se permite Shyna para disparar hasta cuatro nubes de gas asfixiante, ideal para los enemigos de picos (pero propenso a verse reflejado). Los niveles más altos Shyna permite disparar grandes nubes. 
Angara (Enojado) - Angara es similar a Surosa, sino que hace grandes Shyna disparar balas Angara en un ángulo. Aunque los explosivos infligir daño masivo y puede eliminar enemigos, se van moderadamente difícil para disparar. 
Grattoni (gula) - Este parásito consume energía rápidamente Shyna y le permite explosión de un rayo dañar a cambio. 
Envia (Envidia) - subvenciones Shyna Envia un muro de controlable "alas" que actúan como tijeras a los obstáculos daños. A diferencia de otros ataques de parásitos, las alas Envia no puede ser reflejada. Los niveles más altos aumentan el tamaño de las alas. 
Cavitas (avaro) Permite Shyna a lock-on y precisa golpear a enemigos con disparos de francotiradores. 
Priday (Pride) - Los incendios de hasta dos bumeranes que son poderosos, pero un poco lento y dejar Shyna vulnerables a la espera de que rebote.

## Puertos
En la versión de PlayStation, la banda sonora tiene un ligero ajuste con la música de formación y un elemento de poca importancia los fondos se han simplificado o eliminado. Sin embargo, el segador y Geluve son jefes exclusivo de la versión de PlayStation. La historia del juego también fue adaptado para acomodar a estos nuevos personajes, y en algunos más diálogo, un nuevo campo de batalla, y otro final. Según se informa, se encontraban entre los caracteres considerados para la versión de Saturno, pero no hacer el corte de la primera vez [cita requerida]. Para el idioma Inglés-(Playstation) lanzamiento del juego, hay un aumento de la dificultad de juego. Además, se apoya también la vibración y la memoria de selección de tarjetas, así como vídeos codificados mejor. Zohar es también jugable durante los créditos y se interactivo. También hay secretos, como un modo de depuración, más opciones, y "Super Core Fighter 2" (en dos mini-reproductor de batalla de juego entre Shyna y Zohar). Además, los sprites Wares Ayer fueron censurados / editados. El cigarrillo fue sustituida por una mano enguantada, y la cruz de fuego fue sustituido por un dragón.
- Datos: Q3483868